# Xã Indian Creek, Quận Monroe, Indiana
Xã Indian Creek (tiếng Anh: Indian Creek Township) là một xã thuộc quận Monroe, tiểu bang Indiana, Hoa Kỳ. Năm 2010, dân số của xã này là 1.634 người.